# Parafia św. Klemensa w Lędzinach
Parafia św. Klemensa – rzymskokatolicka parafia znajdująca się w Lędzinach. Parafia należy do dekanatu Lędziny w archidiecezji katowickiej.

## Historia
Istniała już w XII wieku, kiedy to jej właściciel, Jaksa z Miechowa po wybudowaniu tu kościoła, podarował wieś benedyktynom z Sieciechowa. Parafia została wzmiankowana w spisie świętopietrza parafii dekanatu Oświęcim diecezji krakowskiej z 1326 pod nazwą Lensin. W kolejnym spisie świętopietrza z 1335 występuje jako Lossina a w latach 1346–1358 jako Landzini, Lessina, Lensina, Lesina, Lendzina, Landzina, Lendzin.
W listopadzie 1598 wizytacji kościelnej (pierwszej po soborze trydenckim) dekanatu pszczyńskiego dokonał archidiakon krakowski Krzysztof Kazimirski na zlecenie biskupa Jerzego Radziwiłła. Według niej kościół w Villa Lędziny znajdował się w rękach katolickich.